# Leyla Zana

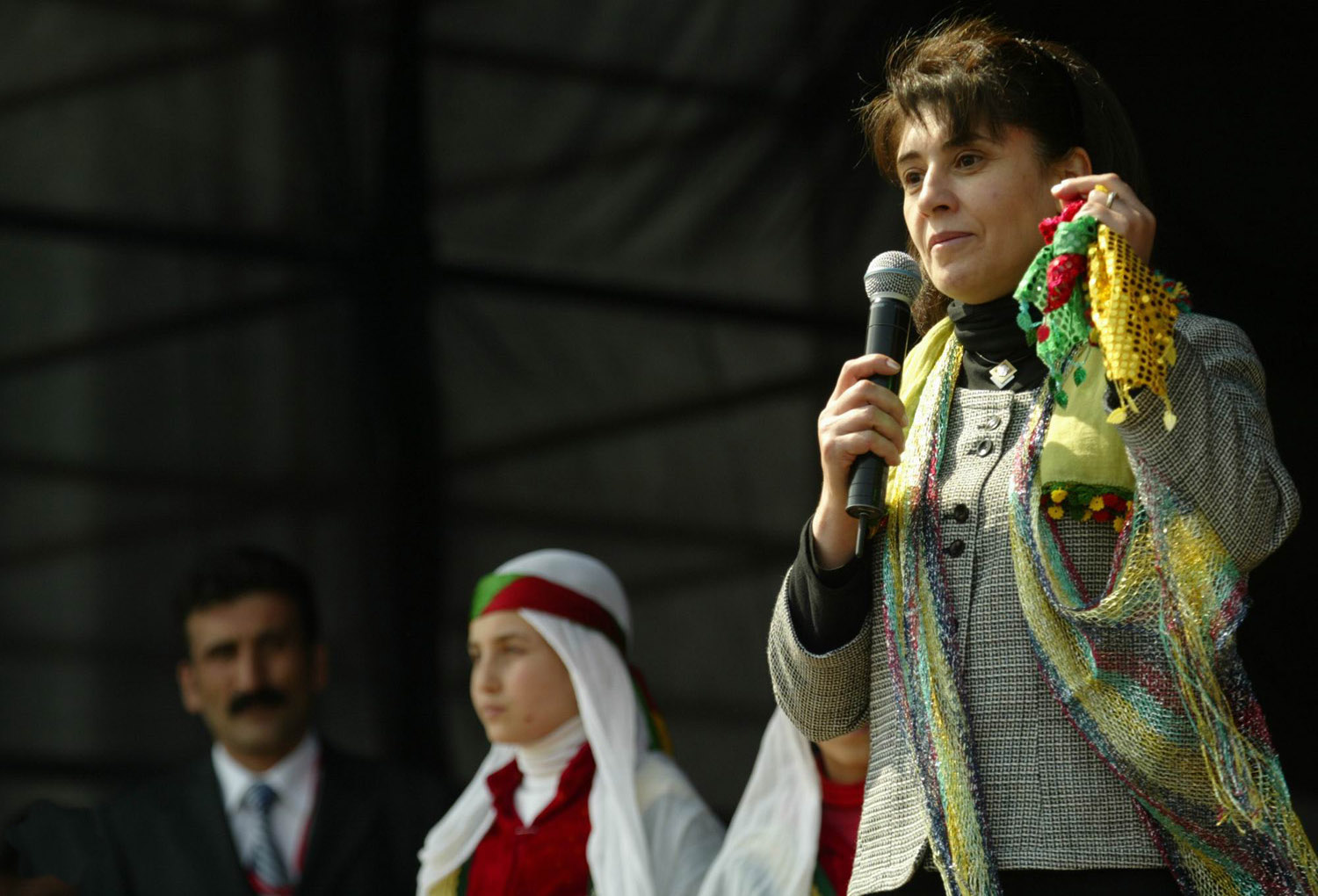
Leyla Zana

Leyla Zana, född 3 maj 1961, är en kurdisk politiker i Turkiet som fängslades för att ha talat kurdiska i turkiska parlamentet och för sina politiska handlingar som ansågs gå emot Turkiets enhet. Hon belönades med Sacharovpriset av Europaparlamentet 1995, men kunde inte ta emot det förrän hon frigavs 2004.

## Biografi
Leyla Zana föddes i maj 1961 i Silvan nära Diyarbakır i sydöstra Turkiet. Hon är gift med Mehdi Zana, som var borgmästare i Diyarbakır fram till militärkuppen 1980 och politisk fånge därefter. Leyla Zana grundade en självhjälpsgrupp för fruar till fängslade män och blev journalist. 1988 blev Leyla Zana häktad och torterad. 
Zana invaldes i det turkiska parlamentet 1994. Då hon svor parlamentseden bar hon ett hårband med kurdiska flaggans färger och gjorde, sedan hon läst parlamentseden på turkiska, ett uttalande på kurdiska. Detta var vid den tidpunkten förbjudna handlingar, och väckte starkt motstånd mot henne. Hon skyddades först av parlamentarisk immunitet, men denna fråntogs henne och övriga ledamöter av hennes parti, som blev förbjudet. I december 1994 blev hon och fyra andra parlamentsledamöter arresterade och åtalade för landsförräderi och medlemskap i den förbjudna väpnade organisationen PKK. Anklagelserna om landsförräderi togs inte upp i domstolen, och Zana nekade till att ha förbindelser med PKK, men åklagarsidan åberopade vittnesmål som enligt Amnesty International hade tillkommit genom tortyr och Zana och de övriga dömdes till 15 års fängelse. Hon blev erkänd som samvetsfånge av Amnesty International. 1994 belönades hon med Raftopriset och 1995 med Bruno Kreiskypriset samt Europaparlamentets Sacharovpriset. 1998 blev hennes straff förlängt då hon skrivit ett brev som hade publicerats i en kurdisk tidning, där hon sades ha uttryckt separatistiska åsikter. Medan hon satt i fängelse publicerade hon en bok med texter från fängelset.
2001 dömde Europadomstolen till Turkiets nackdel efter att ha granskat rättegången. Turkiet godkände först inte domslutet, men från 2003 innebar en ny lag att rättegångar kunde tas upp igen efter utslag i Europadomstolen. I april 2004 fastställdes Zanas och hennes medåtalades straff i en ny rättegång. I juni 2004 beordrade Turkiets högsta domstol att Zana och de övriga skulle friges, efter att en åklagare bad om att få den tidigare domen upphävd på grund av en teknikalitet. 
I januari 2005 dömde Europadomstolen Turkiets regering att betala 9 000 euro till Zana och övriga, eftersom Turkiet hade kränkt deras yttrandefrihet. 
Efter frigivningen engagerade sig Zana för att grunda ett nytt parti, DTP, som bildades i oktober 2005.
Partiet DTP förbjöds den 11 december 2009 i ett beslut av Högsta domstolen i Turkiet.